# 第46回国民体育大会
第46回国民体育大会（だい46かいこくみんたいいくたいかい）は、1991年に開催された国民体育大会である。冬季大会（スケート・アイスホッケー競技）のテーマは「軽井沢国体」、冬季大会（スキー競技）のテーマは「にいがた魚沼国体」、夏季・秋季大会のテーマは「石川国体」、スローガンは「すばらしき　君の記録に　わが拍手」、大会マスコットは加賀人形をモチーフにした元気くん。

## 大会概要
記載の自治体名は開催当時のもの。
| 季    | 期間                      | 開催地                                      | 競技数 | 参加者数 |
| ----- | ------------------------- | ------------------------------------------- | ------ | -------- |
| 冬    | 1991年1月27日 - 1月30日   | 長野県北佐久郡軽井沢町                      | 2      | 2,160    |
| 冬    | 1991年2月17日 - 2月20日   | 新潟県南魚沼郡六日町・塩沢町 （現南魚沼市） | 2      | 2,165    |
| 夏    | 1991年9月8日 - 9月11日    | 石川県（6市町）                             | 5      | 5,227    |
| 秋    | 1991年10月12日 - 10月17日 | 石川県                                      | 33     | 20,452   |
| 合 計 | 合 計                     | 合 計                                       | 42     | 30,004   |

## 冬季大会

### スケート競技会・アイスホッケー競技会
第46回国民体育大会冬季大会スケート競技会・アイスホッケー競技会は、1月27日～1月30日に長野県軽井沢町で行われた。テーマは「軽井沢国体」、スローガンは「氷のかけ橋 きらめく出会い」。

#### 実施競技・会場一覧
| 競技名                 | 競技名                 | 競技名 | 会場地   | 会場                                          |
| ---------------------- | ---------------------- | ------ | -------- | --------------------------------------------- |
| スケート               | スピード（詳細）       |        | 軽井沢町 | 軽井沢スケートセンター 軽井沢風越公園アリーナ |
| スケート               | フィギュア（詳細）     |        | 軽井沢町 | 軽井沢スケートセンター 軽井沢風越公園アリーナ |
| アイスホッケー（詳細） | アイスホッケー（詳細） | \|     | 軽井沢町 | 軽井沢スケートセンター 軽井沢風越公園アリーナ |

### スキー競技会
第46回国民体育大会冬季大会スキー競技会は、2月19日～2月22日に新潟県塩沢町、六日町 (いずれも現南魚沼市)で行われた。テーマは「にいがた魚沼国体」、スローガンは「もえる心　みなぎる力　広がる友情」。

#### 実施競技・会場一覧
- スキー - 新潟県塩沢町、六日町・石打丸山シャンツェなど
- バイアスロン - 新潟県六日町・欠之上特設コース

## 夏季大会

### 実施競技・会場一覧
記載の自治体名は開催当時のもの。
- 水泳 - 松任市、金沢市、輪島市・松任市総合運動公園水泳プールなど
- 漕艇 - 津幡町・津幡漕艇競技場
- ヨット - 羽咋市・滝港マリーナ
- カヌー - 小松市、金沢市・木場潟カヌーレーシング競技場など
- ボウリング - 金沢市・ジャンボボール

## 秋季大会

### 実施競技・会場一覧
記載の自治体名は開催当時のもの。
- 陸上 - 金沢市・西部緑地公園陸上競技場
- サッカー - 金沢市・市営陸上競技場、金沢市民サッカー場など
- テニス - 辰口町・辰口丘陵公園テニスコート
- ホッケー - 富来町・富来健民ホッケー競技場
- ボクシング - 金沢市・中央市民体育館
- バレーボール - 金沢市、加賀市、山中町・金沢市総合体育館など
- 体操 - 小松市・小松市総合体育館
- バスケットボール - 七尾市、田鶴浜町、中島町、能登島町・七尾総合市民体育館など
- レスリング - 志賀町・志賀町総合体育館
- ウエイトリフティング - 珠洲市・飯田高第1体育館など
- ハンドボール - 小松市・小松市運動公園末広体育館など
- 自転車 - 内灘町・県自転車競技場など
- ソフトテニス - 能都町・県 能都健民テニスコート
- 卓球 - 七塚町・河北台健民体育館
- 軟式野球 - 高松町、宇ノ気町、押水町、志雄町・県高松野球場など
- 相撲 - 穴水町・町営相撲場
- 馬術 - 金沢市・湖南運動公園（馬事公苑）など
- 柔道 - 鶴来町・白山郷運動公園体育館
- ソフトボール - 金沢市、野々市町、門前町・専光寺ソフトボール場
- フェンシング - 松任市・総合運動公園文化体育館
- バドミントン - 美川町・美川町総合スポーツセンター
- 弓道 = 金沢市・県武道館弓道場
- ライフル射撃 - 金沢市・医王山ライフル射撃場
- クレー射撃 - 羽咋市・散弾銃射撃場
- 剣道 - 羽咋市・県羽咋体育館
- ラグビー - 小松市、根上町・小松市民センターグランド
- 山岳 - 尾口村、白峰村、吉野谷村、河内村、鳥越村・一里野公園など
- 空手道 - 内浦町・内灘町体育館
- 銃剣道 - 寺井町・町体育館
- アーチェリー - 柳田村・植物公園アーチェリー競技場
- なぎなた - 川北町・総合体育館
- 高校野球（硬式）- 金沢市・金沢市民野球場など
- 高校野球（軟式）- 鹿島町、鳥屋町、鹿西町・県鹿西地域健民野球場
- スポーツ芸術 - 金沢市・金沢市立中村記念美術館など

## テーマ曲
アルフレッド・リード作曲の吹奏楽曲「ゴールデン・イーグル」は本大会の入場行進用に書き下ろされた曲である。曲名は石川県の県鳥となっているイヌワシに由来しており、トリオには「石川県民の歌」が用いられているなど、石川県ならではの曲となっている。また、大会マスコットにちなんだ山本直純作曲による「元気マーチ」という曲も存在する。

## 総合成績

### 天皇杯
- 1位 - 石川県
- 2位 - 埼玉県
- 3位 - 大阪府

### 皇后杯
- 1位 - 石川県
- 2位 - 福岡県
- 3位 - 埼玉県